# Ліфшиць Ілля Михайлович
Ілля́ Миха́йлович Лі́фшиць (31 грудня 1916 (13 січня 1917), Харків — †23 жовтня 1982, Москва) — радянський фізик-теоретик, автор фундаментальних праць з фізики твердого тіла, фізики низьких температур, квантової механіки і квантової статистики (СРСР). Академік АН СРСР (1970) і АН УРСР (1967).

## Життєпис

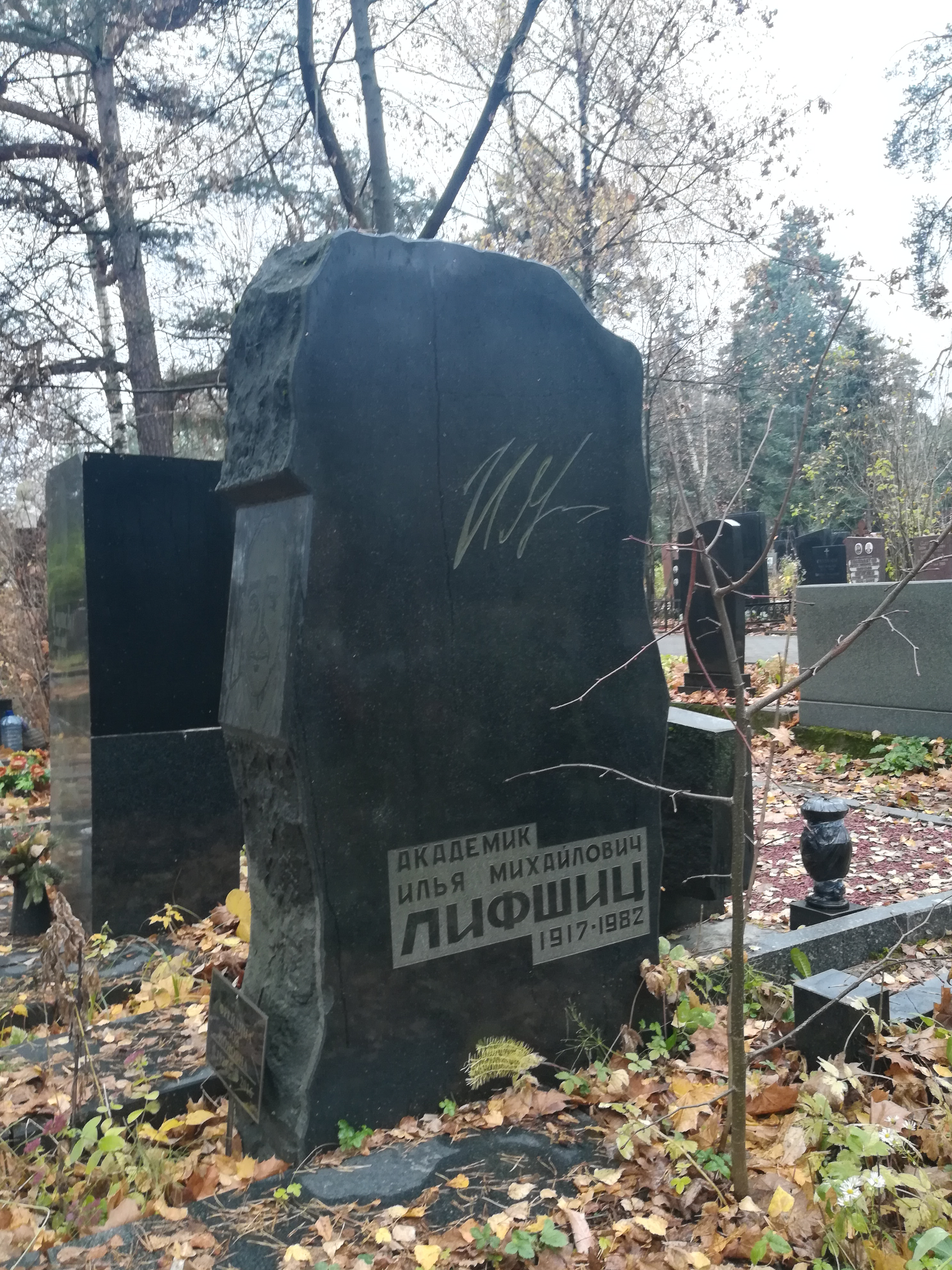
на Кунцевському кладовищі

Батько Михайло Ілліч Ліфшиць (1878—1934) — лікар. Виходець з бідної єврейської родини, він отримав медичну освіту у Гейдельберзі (Німеччина). Мати — Берта Євзоровна (Мазель) (1885—1976) — із сім'ї торговця лісом із Полоцька. Закінчила курс юридичного факультету Харківського університету.
Ліфшиць народився і прожив до самої евакуації у 1941 р. у двоповерховому будинку на вул. Єпархіальній, 18, який його батько придбав у квітні 1916 р.
Брат фізика-теоретика Євгена Ліфшиця.
У 1931 р. закінчив семирічну середню школу, у 1933 р. — робітфак. Вступив до фізико-механічного факультету Харківського механіко-машинобудівного інституту, який закінчив у 1938 р. за фахом «інженер-фізик».
У 1933 р. одночасно з навчанням на фізико-механічному факультеті вступив до Харківської консерваторії по класу композиції професора Богатирьова. Написав декілька невеликих музичних творів, які згодом знищив.
У 1935 р. паралельно з навчанням у інституті навчався екстерном на математичному відділенні фізико-математичного факультету Харківського університету, який закінчив у 1936 р. за спеціальністю «математика».
У 1936 р. опублікував свою першу наукову роботу — «Про визначення мінімальної поверхні по заданому сферичному зображенню плоского контуру».
У 1937 р. почав працювати молодшим науковим співробітником в Українському фаізико-технічному інституті у складі групи І. В. Обреїмова.
З 1938 р. працював також викладачем на кафедрі теоретичної фізики Харківського університету.
У 1939 р. захистив кандидатську дисертацію «До теорії твердих розчинів». Після захисту дисертації став старшим науковим співробітником УФТІ і доцентом ХДУ.
28 травня 1941 р. захистив у Харківському університеті докторську дисертацію «Теорія оптичної поведінки неідеальних кристалічних решіток в інфрачервоній області». Опонентами Ліфшиця були Я. І. Френкель, М. О. Леонтович і К. Д. Синельников.
З 1941 р. очолив відділ теоретичної фізики УФТІ.
У 1941 р. був евакуйований з Харкова разом з іншими співробітниками УФТІ.
У 1942 р. був затверджений у вченому званні професора теоретичної фізики.
8 лютого 1943 р. затверджений у вченому званні професора за спеціальністю «теоретична фізика». 8 квітня 1944 р. УФТІ повернувся з евакуації.
Заснував і очолив з 15 квітня 1944 р. кафедру статистичної фізики і термодинаміки Харківського університету (був завідуючим кафедрою до 1968 р.; з 1 квітня 2014 р. кафедра носить ім'я Ліфшиця). Викладав студентам університету загальний курс «Статистична фізика та термодинаміка» та низку спеціальних курсів для студентів групи фізиків-теоретиків.
2 липня 1948 р. був обраний членом-кореспондентом Академії Наук Української РСР.
16 січня 1952 р. Президія АН СРСР нагородила його Премією ім. Л. І. Мандельштама за цикл робіт в області динамічної теорії кристалів.
Спільно з А. М. Косевичем у 1954 році теоретично передбачив існування квантового розмірного ефекту в металах, встановив зв'язок осциляцій де Гааза — ван Альфена магнітних властивостей металів з формою їх поверхні Фермі (формула Ліфшиця — Косевича).
Ліфшиць брав активну участь у атомному проекті. В його рамках вивчав електрон-граткову релаксацію і радіаційні порушення у металах (спільно з М. І. Кагановим та Л. В. Танатаровим), а також температурні спалахи у середовищі під дією ядерного випромінювання. Разом з Л. Н. Розенцвейгом побудував теорію пароструйного вакуумного насосу.
У 1957 р. став членом комісії з фізики твердого тіла Міжнародного Союзу чистої та прикладної фізики. Ліфшиця неодноразово запрошували на засідання цієї комісії, але він жодного разу не взяв участь у її роботі через заборону виїзду з СРСР. З цієї ж причини не мав змоги взяти участь у численний міжнародних конференціях, на які його постійно запрошували.
10 червня 1960 р. був обраний членом-кореспондентом АН СРСР.
На початку 60-х років одружився із Зоєю Іонівною Фрейдиною — вдовою свого рано померлого учня і співробітника Липи Натановича Розенцвейга. У Зої Іонівни було двоє дітей — син Євген (на час шлюбу йому було близько 5 років) та донька Маріанна (півтора року), яких подружжя виховало разом.
У 1962 р., продовжуючи працювати у Харкові, почав читати лекції у також Московському університеті, у 1964 р. став професором кафедри електродинаміки і квантової теорії МДУ, яку очолював М. А. Леонтович.
У квітні 1967 р. Ліфшицю була присуджена Ленінська премія за дослідження електронного енергетичного спектра металів.
З грудня 1967 р. — дійсний член Академії Наук УРСР.
З 1968 р. він разом з І. М. Халатниковим керував теоретичним семінаром Інституту фізичних проблем (ІФП) АН СРСР (Москва) — «семінаром Ландау».
У 1968 р., після смерті Л. Д. Ландау, директор ІФП АН СРСР П. Л. Капиця запросив Ліфшиця очолити теоретичний відділ інституту, яким раніше керував Ландау. Дізнавшись про можливий переїзд Ліфшиця до Москви, Президент Академії наук УРСР Б. Є. Патон звернувся до нього з листом, у якому висловлював своє занепокоєння з цього приводу і готовність всіляко сприяти тому, щоб вчений змінив своє рішення.
У 1969 р. Ліфшиць переїхав до Москви.
У грудні 1969 р. Ліфшиць організував і провів у Москві II Всесоюзну конференцію з теорії твердого тіла. Ліфшицю стали дозволяти виїзд за кордон. Він брав участь у роботі 4-х Міжнародних низькотемпературних конференцій (НДР 1969 р., Болгарія 1971 р., Угорщина 1973 р., Фінляндія 1975 р.). У 1977 р. брав участь у роботі VI-го Радянсько-Американського симпозіуму з актуальних проблем теорії конденсованого стану речовини.
З 4 листопада 1970 р. — дійсний член Академії наук СРСР.
Створив наукову школу (М. Я. Азбель, М. І. Каганов, Е. А. Канер, А. М. Косевич, В. Г. Піщанський, В. П. Галайко, С. А. Гредескул, Л. А. Пастур, О. Ф. Андрєєв та ін.).
Восени 1970 р. Ліфшиць востаннє відвідав Харків, протягом двох днів спілкувався з харківськими теоретиками.
У 1982 р. обраний іноземним членом Національної Академії наук США.
22 червня 1982 р. у Ліфшиця трапився четвертий за рахунком інфаркт. Через три тижні інфаркт повторився. 23 жовтня 1982 року Ліфшиця не стало.
У 1986 р. Ліфшицю присуджено посмертно Державну премію УРСР в галузі науки і техніки 1985 року за монографію «Введение в теорию неупорядоченных систем» (спільно зі С. А. Гредескулом та Л. А. Пастуром), яка була опублікована у 1982 р.

## Наукові досягнення
Автор фундаментальних праць із теорії фізики твердого тіла, зокрема із загальної теорії конденсованого стану речовини.
Розвинув теорію металевого стану, що ґрунтується на загальних уявленнях про симетрію кристала і про характер електронного енергетичного спектру, сформулював основні положення динамічної теорії реальних кристалів.
Побудував теорію квантових кристалів (спільно з О. Ф. Андрєєвим), Співавтор відкриттів «Явище осциляцій термодинамічних і кінетичних властивостей плівок твердих тіл» (1977), «Явище квантової дифузії в кристалах» (1978), «Явище електронно-топологічних фазових переходів металів при пружних деформаціях» (1980).

## Книги
- «Электронная теория металлов» (співавт., 1971),
- «Квазичастицы. Идеи и принципы квантовой физики твёрдого тела» (співавт., 1976),
- «Введение в теорию неупорядоченных систем» (співавт., 1982).
- И. М. Лифшиц. Избранные труды. Физика реальных кристаллов и неупорядоченных систем, Наука, М.(1987), 552 с.
- И. М. Лифшиц. Избранные труды. Электронная теория металлов. Физика полимеров и биополимеров, Наука, М. (1994), 442 с.

## Відзнаки і нагороди
- Ленінська премія (1967) — за розробку спільно із співробітниками сучасної форми електронної теорії металів, що дозволило розшифрувати електронний енергетичний спектр металів.
- Нагороджено орденом Трудового Червоного Прапора та медалями.
- За дослідження з електронної теорії металів Британське фізичне товариство відзначило І.Ліфшиця премією ім. Ф.Саймона.
- Лауреат премії АН СРСР ім. Л.Мандельштама.
- З 1962 — почесний член Триніті-коледжу Кембриджського університету, 1982 — іноземний член Національної академії наук США.